# Xanthorhoe amplior
Xanthorhoe amplior är en fjärilsart som beskrevs av Fletcher 1950. Xanthorhoe amplior ingår i släktet Xanthorhoe och familjen mätare. Inga underarter finns listade i Catalogue of Life.